# Аубштат
Аубштат (њем. Aubstadt) општина је у њемачкој савезној држави Баварска. Једно је од 37 општинских средишта округа Рен-Грабфелд. Према процјени из 2010. у општини је живјело 760 становника. Посједује регионалну шифру (AGS) 9673113.

## Географски и демографски подаци
Аубштат се налази у савезној држави Баварска у округу Рен-Грабфелд. Општина се налази на надморској висини од 326 метара. Површина општине износи 11,9 km². У самом мјесту је, према процјени из 2010. године, живјело 760 становника. Просјечна густина становништва износи 64 становника/km².